# 刘易斯河 (怀俄明州)
劉易斯河（英語：Lewis River）位於美國懷俄明州黃石國家公園內，是斯內克河一條18.1英里長（29.1公里）的支流。 這條河以劉易斯與克拉克遠征的指揮官梅里韋瑟·劉易斯的名字命名。
劉易斯河發源於肖肖尼湖的南側，其河水向南流約5公里（3英里）至劉易斯湖。劉易斯河的一小段河道是該條河流唯一適合划船的部分。這條河流在劉易斯湖的南側重新出現，流向黃石國家公園的南入口。劉易斯湖下方，劉易斯河流經數個小瀑布，其中包括劉易斯瀑布。離開黃石國家公園，劉易斯河與斯內克河匯合，改變了斯內克河向南的河道。
劉易斯河的急流之國際河流難度規模高達六級，劉易斯瀑布的落差達29英尺 (8.8公尺)，是這條河流上眾多瀑布和急流中最著名的。
劉易斯河裡的生物有褐鱒、虹鱒和黃石鱒等魚類。